# Ácido 18-fosfotúngstico

O ácido 18-fosfotúngstico, também chamado ácido 18-tungstofosfórico, ácido 18-tungsto-2-fosfórico ou ácido fosfotúngstico Wells-Dawson, é um composto químico de fórmula química H
6[P
2W
18O
62]·xH
2O
 ou H
6[(PO
4)
2(WO
3)
18]·xH
2O
. Geralmente, cristaliza como um hidrato contendo 28 moléculas de água. É um heteropoliácido baseado em tungstênio contendo fósforo, cuja molécula adota a estrutura de Dawson (diferentemente do ácido 12-fosfotúngstico comum, que adota a estrutura de Keggin). É um sólido cristalino branco e um ácido muito forte, porém menos estável do que o ácido fosfotúngstico Keggin mais comum.

## Estrutura

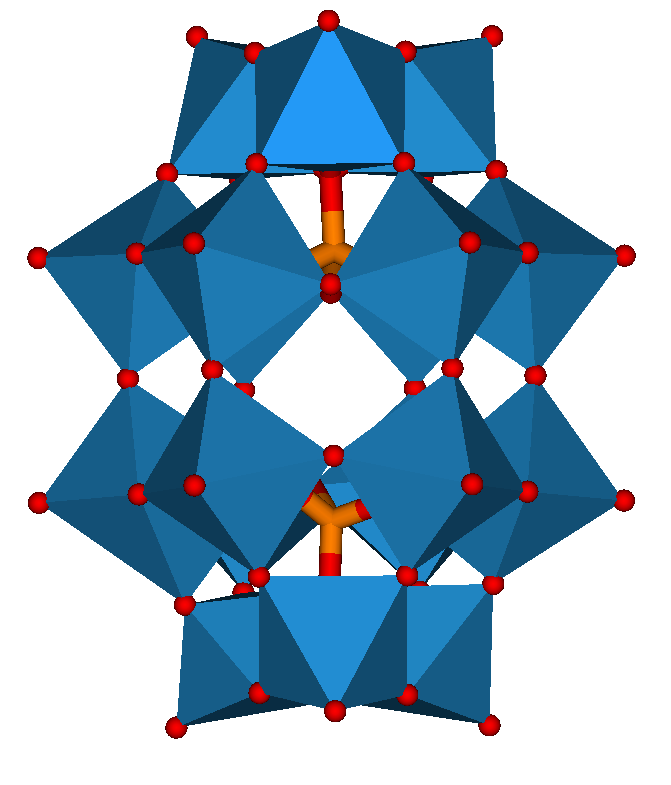
Estrutura de Dawson do ácido 18-tungsto-2-fosfórico.

O ácido 18-tungstofosfórico é um cluster complexo que segue a estrutura de Dawson para heteropoliácidos. Esta estrutura pode ser encarada como fruto da união entre duas porções da estrutura de Keggin na qual um dos conjuntos de três octaedros adjacentes W
3O
12
 em cada uma é removido, e as duas estruturas lacunares H
3PW
9O
28(OH)
6
 resultantes são unidas com perda de moléculas de água e formação de pontes W–O–W no ponto onde os grupos octaédricos foram removidos. A estrutura resultante possui uma forma “oval” alongada, ao contrário da estrutura Keggin que era aproximadamente “esférica”, e contém dois heteroátomos em seu centro ao invés de um. Em torno dos dois grupos fosfatos centrais (que não estão diretamente ligados entre si), ligam-se dezoito grupos octaédricos WO
6
, que formam uma gaiola em torno dos fosfatos centrais. Cada heteroátomo de fósforo se liga a quatro oxigênios; um oxigênio de cada fosfato, próximo às extremidades do cluster, também se liga a três átomos de tungstênio além do fósforo, enquanto os outros três oxigênios de cada fosfato se liga ao fósforo e a dois tungstênios. Há 36 átomos de oxigênio que atuam como pontes entre dois octaedros de tungstênio adjacentes, bem como 18 oxigênios terminais ligados a cada átomo de tungstênio (formando 12 ligações W=O e 6 ligações W–OH). Os octaedros encontram-se um pouco distorcidos e há forte deslocalização da carga negativa do ânion resultante da desprotonação do ácido, o que faz com que ele tenha uma força ácida muito elevada, podendo ser considerado um superácido.

## Síntese
Assim como o ácido 12-fosfotúngstico, esse composto pode ser obtido a partir da reação entre o ácido túngstico (trióxido de tungstênio hidratado) e o ácido fosfórico em condições mais controladas para alcançar a estequiometria correta. Sua reação de formação compete com a formação do ácido 12-fosfotúngstico mais estável e é um tanto desfavorecida. 
A reação é efetuada adicionando os ácidos túngstico e fosfórico nas proporções adequadas (2 partes de fosfórico para 18 de túngstico) e levando a mistura ao aquecimento em autoclave sob agitação por algumas horas a cerca de 100°C, ou sob refluxo. O produto é comumente extraído em éter.
2H
3PO
4 + 18”H
2WO
4” —> H
6[P
2W
18O
62] + 18H
2O

## Aplicações
O ácido 18-fosfotúngstico é empregado como um catalisador em vários processos químicos industriais, embora seja menos usado do que o ácido 12-fosfotúngstico mais comum. É utilizado como catalisador ácido heterogêneo em reações de acilação, geralmente suportado sobre sílica mesoporosa ou polímeros para melhor rendimento da reação. Um processo ilustrativo é a síntese do éter etil terciobutílico (ETBE) utilizando o composto suportado sobre sílica e dióxido de titânio. Também tem sido empregado como fotocatalisador no processo de degradação de corantes residuais, também suportado sobre sílica. O sal de cério(III), Ce
2[P
2W
18O
62] · 16H
2O
, tem sido utilizado na produção do acetato de butila.. Também é usado como catalisador ácido em reações de desproteção de aldeídos acetalizados.